# Alabagrus fuscistigma
Alabagrus fuscistigma är en stekelart som beskrevs av Günther Enderlein 1920. Alabagrus fuscistigma ingår i släktet Alabagrus och familjen bracksteklar. Inga underarter finns listade i Catalogue of Life.